# جون بينيت دوسن
جون بينيت دوسن (بالإنجليزية: John Bennett Dawson)‏ هو قاضي وسياسي أمريكي، ولد في 17 مارس 1798 في ناشفيل في الولايات المتحدة، وتوفي في 26 يونيو 1845 في الولايات المتحدة. حزبياً، نشط في الحزب الديمقراطي. وقد انتخب عضو مجلس نواب لويزيانا وانتخب عضو مجلس النواب الأمريكي.